# Typprüfung (Produktsicherheit)
Die Typprüfung ist die technische Überprüfung eines Produktes. Ziel dieser Überprüfung ist herauszufinden, ob das Produkt den Spezifikationen, Normen oder Richtlinien entspricht und für die vorgesehene Sicherheitsanwendung geeignet ist. Hierfür werden bestimmte Testverfahren und Testaufbauten entwickelt, die die jeweilige Konformität überprüfen soll.
Typprüfungen können in unternehmenseigenen Prüfeinrichtungen durchgeführt werden oder alternativ lassen viele Unternehmen ihre Produkte von Prüforganisationen kontrollieren. Externe Prüforganisationen sind beispielsweise der TÜV, DEKRA oder Intertek.

## Aufbau von Typprüfungen
Der Aufbau der Typprüfung besteht in der Regel aus zwei Teilen: zuerst wird bei der Konzeptprüfung ein Konzept gemäß den zugrundeliegenden Normen entworfen. Weiterhin werden die Produktspezifikationen und die genauen Anforderungen definiert.
Im zweiten Teil, der Hauptprüfung, erfolgt dann die Verifikation mit beispielsweise den folgenden Inhalten:
- Funktionsanalyse
- Inspektion der Dokumentation der Produkte
- Umweltprüfungen
- Elektrische Sicherheit[1]

## Typprüfung nach EU-Normen
In Europa wird die Produktsicherheit und Konformität mit EU Normen durch die folgenden Normen sichergestellt:
- EN-Normen (vorher ISO-Norm)
- CENELEC-Normen, die auf Normen der Internationalen Elektrotechnischen Kommission (IEC) basieren[2]

Anhand den entsprechenden Typprüfungen kann die Konformität mit diesen europäischen Normen erklärt werden. Die EU Normen definieren nicht nur die Prüfanforderungen, sondern auch zu erreichende Prüfergebnisse und Prüfgegenstände, wie beispielsweise „Schutzeinrichtungen, Sicherheitsbauteile an Maschinen/Anlagen (…) Antriebssteuerungen mit Sicherheitsfunktionen sowie Bussysteme“.
Beispiel Kinderwagen
Bei Kinderwagen gilt die europäische Norm EN 1888 und die folgenden Komponenten müssen bei der Typprüfungen getestet werden:
- Materialien
- Aufbau und Standsicherheit
- Schieber
- Feststellbremsen
- Verriegelungen
- Tragegriffe
- Abnehmbare oder drehbare Sitzeinheiten
- Festigkeit und Haltbarkeit von Befestigungseinrichtungen
- Rückhaltesystem und Verschlüsse
- Festigkeit der Räder
- Verhalten auf unregelmäßiger Oberfläche
- Dynamische Festigkeit
- Haltbarkeit der Kennzeichnung
- Kunststoffverpackungen und Produktinformationen[3]

## Typprüfung nach chinesischen Normen
In der VR China werden Typprüfungen, die beispielsweise nach europäischen Normen durchgeführt wurden, nicht anerkannt. Stattdessen wird verlangt, dass Typprüfungen gemäß den chinesischen Normen durchgeführt werden, um die Produktsicherheit und Konformität mit chinesischen Standards zu garantieren.
Bis 2015 mussten die Typprüfungen zudem in einer akkreditierten Prüfeinrichtung in China durchgeführt werden. Somit konnten europäische Unternehmen nicht auf europäische Prüforganisationen zurückgreifen.
Seit 2015 können Unternehmen die Typprüfung in der unternehmenseigenen Prüfeinrichtung durchführen. Hierfür müssen gewisse Kriterien erfüllt werden:
- Prüfeinrichtung muss nach ISO-Standards ISO/IEC 17025 (englisch General requirements for the competence of testing and calibration laboratories) zertifiziert sein
- ein Prüfingenieur aus der Volksrepublik China muss bei dem Test anwesend sein und entweder die Typprüfung selbst durchführen (Testing on Manufacturer’s Premises) oder die korrekte Durchführung der Prüfung bezeugen (Witness Manufacturer’s Testing)